# Spirale bellica
La spirale bellica (detta anche spirale militare, spirale conflittuale o scalata militare) è una peculiarità dei conflitti che implica una concatenazione di atti delle parti coinvolte, attraverso i quali, amplificandosi, si aggravano gli eventi sino a giungere a uno scontro.

## Descrizione
La spirale si basa su un meccanismo di reazione all'azione, ma con un progressivo aumento d'intensità. Si risponde a una piccola minaccia (casus belli) con una minaccia leggermente più elevata (rappresaglia), quindi indefinitamente fino a quando non si raggiunge uno scontro estremo (guerra). Il fenomeno della spirale nucleare ne è una manifestazione, ma la dinamica di quella bellica può verificarsi in qualsiasi scontro, piccolo, medio o grande.

### In italiano
- Riccardo Busetto, Dizionario Militare, Bologna, Zanichelli, 2004, ISBN 88-08-08937-1.
- Adolfo Maresca, Dizionario giuridico diplomatico , Giuffrè, Milano, 1991, ISBN 978-88-14-02593-8

### In inglese
- Bernard Brodie, Escalation and the Nuclear Option. Princeton University Press, 1966, ISBN 978-0-608-30756-5
- Michael Brzoska, Frederic S. Pearson, Arms and Warfare: Escalation, De-escalation, and Negotiation, Univ. of South Carolina Press, Columbia, 1994, ISBN 978-0-87249-982-9
- Herman Kahn, On escalation. Metaphors and scenarios, Praeger, New York, 1965, ISBN 978-1-41283004-1

### In tedesco
- Friedrich Glasl: Konfliktmanagement. Ein Handbuch für Führungskräfte, Beraterinnen und Berater. Haupt, Berna, 2009, ISBN 978-3-258-07556-3